# Roztoki (Witów)

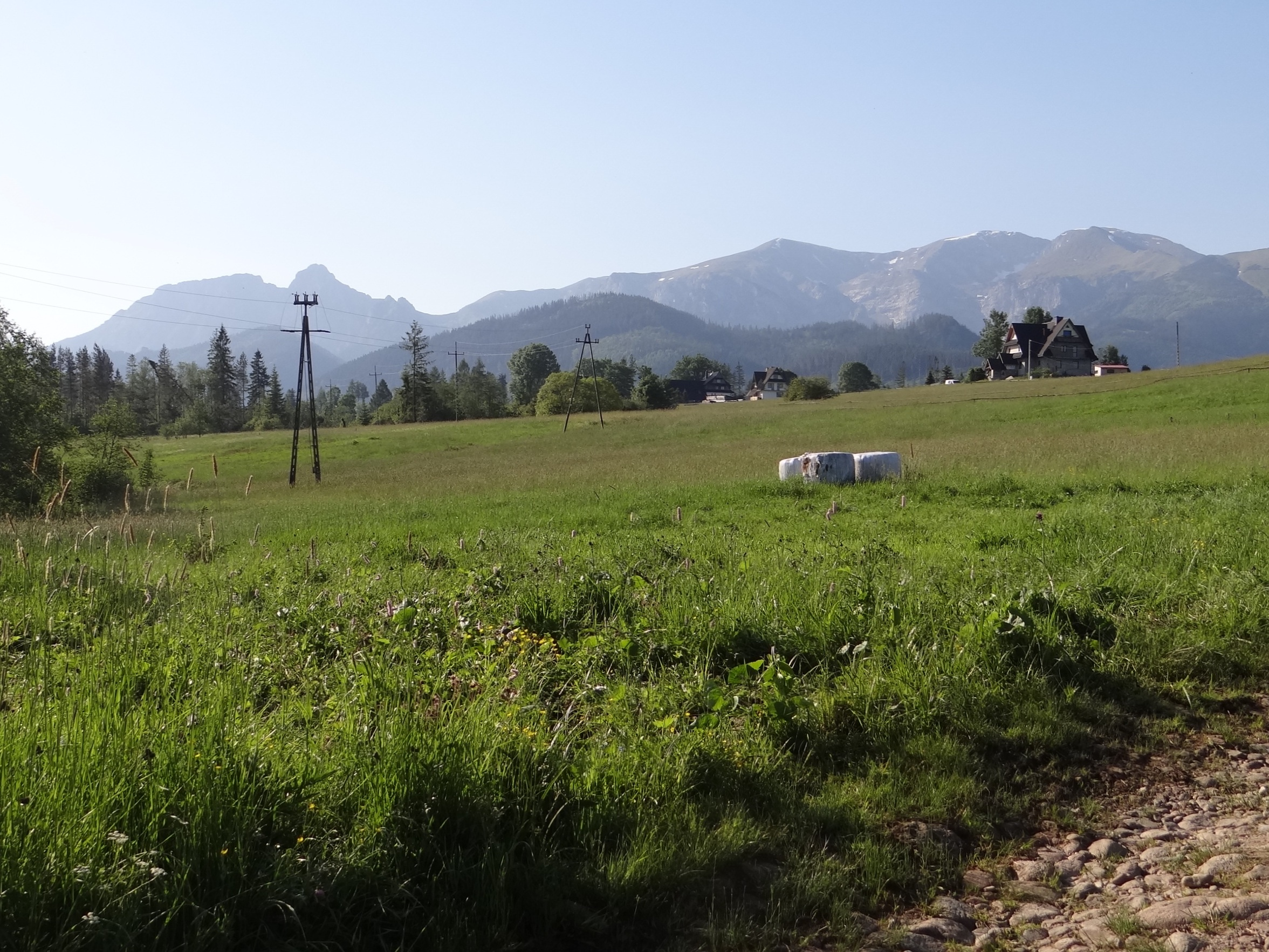
Roztoki i widok na Tatry

Roztoki – przysiółek miejscowości Witów położonej w województwie małopolskim, w powiecie tatrzańskim, w gminie Kościelisko. Znajduje się na zachodnim skraju Rowu Kościeliskiego, u podnóży Pasma Gubałowskiego, po północno-wschodniej stronie miejsca, w którym łączą się z sobą potoki Siwa Woda i Kirowa Woda dające początek rzece Czarny Dunajec. Prawie w tym samym miejscu do Kirowej Wody uchodzi również Lejowy Potok. Przez Roztoki przepływają jeszcze i uchodzą do Czarnego Dunajca inne potoki: Antałowski Potok, Głęboki Potok i Szymonów Potok (wszystkie prawobrzeżne). Roztoki położone są nad prawym brzegiem Czarnego Dunajca. Nad lewym brzegiem, na wprost Roztok znajduje się osiedle Chochołowskie. Biegnie przez nie szosa z Zakopanego do Chochołowa, ale dojazd z niej do Roztok możliwy jest tylko drogą gruntową przez rzekę. Właściwa droga dojazdowa do Roztok prowadzi z Kościeliska prawą stroną Dunajca.